# Олейве, Франк
Франк Олейве (нидерл. Frank Olijve; родился 7 марта 1989 года, Амстердам) — нидерландский футболист, атакующий полузащитник клуба «Спакенбюрг».
Ранее выступал за «Гронинген» и ПЕК Зволле. Воспитанник «Аякса», был капитаном молодёжного состава. Играл за различные юношеские сборные Нидерландов.

## Клубная карьера
В апреле 2008 года мог оказаться в «Витессе», но предпочёл перейти в молодёжный состав «Гронингена». В первой команде дебютировал 18 апреля 2009 года в матче чемпионата Нидерландов против «Де Графсхапа», завершившимся гостевой победой «Гронингена» со счётом 0:1. Однако в основном составе он не закрепился, и в июне 2010 года перешёл в «Зволле», подписав с клубом контракт до 2012 года. В первом дивизионе Франк дебютировал 13 августа в игре против «Эммена», закончившийся гостевой победой «Зволле» со счётом 0:3.
В июле 2013 года заключил контракт с клубом «Эммен» по схеме 1+1.
26 июля 2017 года подписал контракт с американским клубом «Ориндж Каунти» из USL.
В январе 2018 года вернулся в Нидерланды, подписав контракт с клубом первого дивизиона «Де Графсхап» на 18 месяцев.

## Достижения
«Зволле»
- Победитель Первого дивизиона Нидерландов: 2011/12